# Jack Goldsborough
John Goldsborough (1893–1952) là một cầu thủ bóng đá người Anh có 36 lần ra sân ở Football League thi đấu cho Lincoln City ở vị trí thủ môn. Ông tiếp tục thi đấu cho Boston Town, và năm 1922 gia nhập Llanelli với vị trí cầu thủ/người huấn luyện. Sau đó ông trở thành huấn luyện viên Llanelly, trong vai trò này ông đảm nhận vụ chuyển nhượng Jock Stein cho câu lạc bộ năm 1950.